# Neogene baruta
Neogene baruta är en fjärilsart som beskrevs av Berg 1883. Neogene baruta ingår i släktet Neogene och familjen svärmare. Inga underarter finns listade i Catalogue of Life.